# Karl-Hermann Simon

Karl-Hermann Simon

Karl-Hermann Simon (* 30. September 1930 in Erfurt; † 28. März 2011 in Eberswalde) war ein deutscher Forstwissenschaftler und Esperantist.

## Leben und Wirken
Karl-Hermann Simon wurde als Sohn von Karl Simon aus Schkopau/Kreis Merseburg und dessen Ehefrau Erna, geb. von der Burg, geboren. Er hat zwei Geschwister: Hannelore (1933), Peter (1939). Aus der 1955 geschlossenen Ehe mit Inge Simon, geb. Ehrlich, gingen vier Kinder hervor: Karl-Heinz (1956), Renate (1957), Birgit (1960) und Katrin (1963).
1949 legte er das Abitur an der Oberschule „Ernst v. Harnack-Schule“ zu Merseburg a.S. ab. Von 1949 bis 1953 studierte er an der Forstwissenschaftlichen Fakultät in Eberswalde der Humboldt-Universität zu Berlin. Er schloss das Forststudium als Dipl.-Forsting. ab. Seine Diplomarbeit zum Thema „Mikroklimatische Untersuchungen über die Frostgefährdung von Vollumbruch- und Waldpflugstreifenkulturen“ schrieb er bei Göhre. 1959 wurde er an der Forstwissenschaftlichen Fakultät in Eberswalde zum Dr. rer. silv. promoviert mit dem Thema: „Untersuchungen zur künstlichen Bodenbedeckung in Kiefernkulturen unter besonderer Berücksichtigung des Mikroklimas“.
Von 1953 bis 1991 war er zunächst im Institut für Meteorologie der Forstwissenschaftlichen Fakultät Eberswalde tätig, später in der Abteilung Waldökologie/Hydrologie des Instituts für Forstwissenschaften bzw. der Forschungsanstalt für Forst- und Holzwirtschaft Eberswalde. Seine Laufbahn begann Simon als wissenschaftlicher Aspirant, ab 1962 arbeitete er als wissenschaftlicher Mitarbeiter und ab 1987 als Fachgebietsleiter für Forsthydrologie und Stellvertretender Abteilungsleiter.
Seine Forschungstätigkeit umfasste anfangs vor allem forstmeteorologische und bestandesklimatologische Aspekte, sie verlagerte sich zu Beginn der 1970er Jahre auf das forsthydrologische Gebiet. Stand hier zunächst die Quantifizierung und Bilanzierung des Wasserhaushalts von Waldbeständen im Mittelpunkt der Arbeit, wobei auch technologische Probleme der Beregnung in Forstbaumschulen eine Rolle spielten, so wurden im Zusammenhang mit der Fremdstoffbeeinflussung der Wälder und der Waldschadensforschung seit 1985 zunehmend Probleme der Quantifizierung des Fremdstoffeintrags in Wälder über die nasse Deposition und des Fremdstoffaustrags durch das Sickerwasser bearbeitet. Unter Simons Leitung entstand in Britz bei Eberswalde eine Großlysimeteranlage, seinerzeit die größte in Europa.
1978 trat er in den Esperanto-Verband im Kulturbund der DDR ein und 1981 gründete er den Internacia Forstista Rondo Esperantlingva (Kreis der Esperanto sprechenden Forstleute), dessen Ziel die wissenschaftliche Ausarbeitung der forstlichen Terminologie in Esperanto ist. Die anfangs auf Deutsch und Esperanto beschränkte terminologische Tätigkeit wird mit der Zeit auf weitere Sprachen ausgedehnt. Simon rief das Lexicon silvestre ins Leben und versammelt um sich eine ständig wachsende Anzahl von über die ganze Welt verstreuten Sprachspezialisten, Sprachinteressierten und Forstleuten. 1982 gründete er die Zeitschrift Forstista Informilo, die bis zum Jahre 2008 unter seiner Redaktion herausgegeben wurde. Die bis heute erscheinende Zeitschrift ist die Kommunikationsplattform für alle an der forstlichen Terminologie arbeitenden Mitarbeiter.
1994 gab Simon den ersten Band des Lexicon silvestre heraus, dem anschließend weitere Bände folgten. Nach der Wiedervereinigung Deutschlands entstand durch seine Initiative der Förderverein Lexicon silvestre e.V., der seitdem für die Vorbereitung und Herausgabe des Lexikons der forstlichen Terminologie „Lexicon silvestre“ verantwortlich ist.

## Veröffentlichungen (Auswahl)
- (1958): Untersuchungen zur künstlichen Bodenbedeckung in Kiefernkulturen unter besonderer Berücksichtigung des Mikroklimas. Diss. Forstes. Fak. Eberswalde, 1958
- (1959): Zur Bedeckung von Kiefernkulturen mit Spänen. In: Forst und Jagd. Band 9, 1959, S. 376–377
- (1960): Einige Bemerkungen zur mikrometeorologischen Meßtechnik. In: Angew. Meteorologie. Band 312, 1960, S. 362–368
- (1960): Untersuchungen zur künstlichen Bodenbedeckung in Kiefernkulturen unter besonderer Berücksichtigung des Mikroklimas. In: Arch. Forstwes. Band 92, 1960, S. 109–135
- (1967): Messung und, Abschätzung der nächtlichen Tiefsttemperaturen auf einer Wiederaufforstungsfläche. In: Arch. Forstwes. Band 16, 1967, Heft 6/9, S. 653–658
- (1968): Zur Bestimmung des Wasserhaushaltes von Kiefernbeständen auf zwei Sandstandorten mit Hilfe der Neutronensonde. In: V.T. Hydromteorologie. 1968, S. 303–311
- (1968): Die Zusatzberegnung in Forstbaumschulen (eine vorläufige Information für die Leiter der Forstbaumschulen der DDR). In: Beitr. f. d. Forstwirtsch. Band 2, 1968, S. 9–18
- (1968): Zur Abschätzung der Spätfrostgefährdung von Wiederaufforstungsflächen. In: Arch. Forstwes. Band 17, 1968, Heft 3, S. 329–342
- (1970): Der Bau von Unterflurlysimetern im Walde. 16-mm-Film s/w, 25 min. EFI-Studio 1970
- (1971): Zur Frage der Hitzeschäden bei der Sämlingsanzucht. In: Beitr. f. d. Forstwirtsch. Band 5, 1971, Heft 3, S. 145–147
- (1973): Der Bau von Großlysimetern. 16-mm-Film s/w, 20 min. EFI-Studio 1973
- (1984): Über die Abschätzung der Gefährdung von landwirtschaftlichen Flächen durch Spätfröste (eo). In: AEST' 84. Kol. de ref. 1984, S. 31–39
- (1985): Zur Abschätzung der Spätfrostgefährdung von landwirtschaftlichen Nutzflächen. In: Petermanns Geographische Mitteilungen. Band 129, 1985, Heft 3, S. 177–180
- (1988): Zur Frostgefährdung des Forstbotanischen Gartens. In: Führer durch den Forstbotanischen Garten. 1988. S. 16–20. (Hrsg.: Inst. f. Forstes. Eberswalde)
- (1988):  Al la raciigo de terminologia kaj vortara laboroj. In: Ranciigo en scienco kaj tekniko. Poprad, 1988, S. 136–140
- (1996): Lexicon silvestre, Wörterbuch des Forstwesens, Deutscher Teil (I/de) mit Definitionen